# 普通鼩鼱
普通鼩鼱（学名：Sorex araneus），一种广泛分布于欧亚大陆北部地区的小型哺乳动物，隶属于鼩鼱科鼩鼱属。本种由瑞典动物学家卡尔·林奈于1758年描述发表。

## 形态特征
普通鼩鼱体长约65～80毫米，尾长约27～46毫米，体重超过7克，属于一种体形较大的鼩鼱。身体背面毛色为棕褐或黑褐，腹面灰褐或灰白。吻部长而尖，口须长。尾细长。

## 生活习性
普通鼩鼱为北方山地森林地带最常见的一种鼩鼱。常常栖息于潮湿的倒木下、树丛或枝丫堆中。以昆虫和各种小动物为主食，兼食植物的种子、果实。